# Laia Bonet
Pour les articles homonymes, voir Bonet.
Laia Bonet Rull, née à Valls le 2 janvier 1972, est une juriste, professeure d'université et femme politique catalane, élue barcelonaise.

## Biographie
Laia Bonet commence sa carrière en tant que professeure de droit administratif à l'université Pompeu-Fabra de Barcelone.
Membre du Parti des socialistes de Catalogne, elle est élue de 2010 à 2012, députée au Parlement de Catalogne de la circonscription électorale de Barcelone. 
Elle est également élue conseillère municipale du district barcelonais de Gràcia et nommée en 2019 troisième adjointe au maire de Barcelone, chargée notamment de l'Agenda 2030.
En 2023, elle est nommée première adjointe de Jaume Collboni, maire de Barcelone. Elle a en charge l'urbanisme, la transition écologique, les services urbains et l'habitat.
Elle s'investit notamment dans la gestion des conséquences sociopolitiques de la pandémie de Covid-19, et, en tant que présidente du réseau de Transports Metropolitans de Barcelona, dans la mise en place de mobilités durables.